# Univerzitet Mičigena
Univerzitet Mičigena (engl. University of Michigan, UM, U-M, U of M ili UMich), često jednostavno nazivan Mičigen, javni je istraživački univerzitet u En Arbor. Ovaj univerzitet je najstariji u Mičigenu. On je osnovan 1817. godine u Detrojtu, kao Catholepistemiad, ili Univerzitet Mičigena, 20 godina pre nego što je teritorija postala država. Škola se preselila u En Arbor 1837. godine na posed od 40 acres (16 ha) koji je u današnje vreme poznat kao Centralni kampus. Od svog uspostavljanja u En Arbor, univerzitetski kampus se proširio tako da sad obuhvata više od 584 glavnih zgrada sa kominovanom površinom od više od 34×106 gross sq ft (780 acres; 3,2 km2) u Centralnom kampusu i Severnom kampusu, dva regionalna kampusa u Flintu i Dirbornu, i Centar u Detrojtu. Ovaj univerzitet je osnivački član Asocijacije američkih univerziteta.
Univerzitet Mičigena se smatra jednim od najznačajnijih istraživačkih univerziteta u Sjedinjenim Državama sa godišnjim izdacima za istraživanje koji su skoro 1,5 milijardi dolara. Mičigen je klasifikovan kao Univerzitet doktorskih studija sa veoma visokim istraživanjima prema Karnegijevoj klasifikaciji institucija visokog obrazovanja. Godine 2019, on je rangiran na 8. mesto među univerzitetima širom sveta prema SCImago rangiranju institucija. Prema podacima iz oktobra 2019. godine, 52 Mekarturovih stipendista, 25 dobitnika Nobelove nagrade, 6 dobitnika Tjuringove nagrade i 1 dobitnik Fildsove medalje su bili povezani sa Univerztetom Mičigena. Njegov sveobuhvatni diplomski program nudi doktorske studije iz humanističkih i društvenih nauka, STEM oblasti (nauka, tehnologija, inženjerstvo i matematika), kao i stručne diplome iz arhitekture, biznisa, medicine, prava, farmacije, nege bolesnika, socijalnog rada, javnog zdravlja, i stomatologije. Živući bivši studenti Mičigena sačinjavaju grupu od više od 540.000 osoba, koja je jedna od najvećih među univerzitetima širom sveta.
Mičigenski atletski timovi se takmiče u Diviziji I  i kolektivno su poznati pod nazivom Volverini. Oni su članovi grupe Velikih deset. Više od 250 Mičigenskih sportista ili trenera je učestvovalo na olimpijskim takmičenjima, osvojivši više od 150 medalja.

## Literatura
- Fiske, Edward B. (2004). Fiske Guide to Colleges 2005 (Twenty-first Edition). Naperville, IL: Sourcebooks, Inc. ISBN 1-4022-0229-6.
- Fleming, Robben W. (1996). Tempests into Rainbows: Managing Turbulence. Ann Arbor: University of Michigan Press. ISBN 0-472-10674-0.
- Hebel, Sara (15. 10. 2004). „State Regents: Should They Be Elected or Appointed?”. The Chronicle of Higher Education. 51 (8): A1.
- Hinsdale, Burke A. (1906).  Demmon, Isaac, ур. History of the University of Michigan. University of Michigan. ISBN 0-932212-33-6.
- Holtzer (editor), Susan. (1990). Special to the Daily: The 1st 100 Years of Editorial Freedom at the Michigan Daily. Caddo Gap Press. ISBN 0-9625945-2-0.
- Peckham, Howard H. (1994). The Making of The University of Michigan 1817–1992. Ann Arbor: University of Michigan Press. ISBN 0-472-06594-7.
- „Facts & Figures”. University of Michigan Office of Budget & Planning. Архивирано из оригинала 17. 8. 2010. г. Приступљено 25. 10. 2008.
- Nelson, Greg. (2009). M is for Michigan Football Архивирано на веб-сајту  (13. септембар 2012) University of Michigan Press.  978-0-472-03387-4.
- Duderstadt, Anne. Karels, Liene. (editors). (2003). The University of Michigan: A Seasonal Portrait. University of Michigan Press.  978-1-85841-107-1.
- Bentley Historical Library (2001). „The Board of Regents of the University of Michigan”. Архивирано из оригинала 12. 08. 2007. г. Приступљено 7. 9. 2007.
- Bentley Historical Library (2004). „Presidents of the University of Michigan”. Архивирано из оригинала 22. 6. 2016. г. Приступљено 29. 10. 2018.
- Brennan, Thomas E. (9. 10. 2001). „A Portrait of Augustus B. Woodward” (PDF). Архивирано из оригинала (PDF) 13. 12. 2006. г. Приступљено 6. 9. 2007.
- Dunbar, Willis F.; May, George S. (1995). Michigan: A History of the Wolverine State. Grand Rapids, MI: Wm. B. Eerdmans. ISBN 0-8028-7055-4.
- Fedynsky, John (2001). „What's in a name?”. Res Gestae.
- Hinsdale, Burke A. (1906).  Demmon, Isaac, ур. History of the University of Michigan. University of Michigan. Приступљено 16. 8. 2007.
- McLaughlin, Andrew C. (1891).  Adams, Herbert B., ур. History of Higher Education in Michigan. Contributions to American Educational History. Government Printing Office. стр. 20.
- Shaw, Wilfred (1920). „The University of Michigan”. New York: Harcourt, Brace and Howe.
- Shaw, Wilfred B., ур. (1942). The University of Michigan, an Encyclopedic Survey. 1. University of Michigan Press. Приступљено 21. 10. 2018.
- Bentley Historical Library (2015). „Martin Luther King Jr.'s 1962 visit to University of Michigan: Live as Brothers, or Die as Fools”. Архивирано из оригинала 06. 09. 2015. г. Приступљено 30. 09. 2019.
- Farrand, Elizabeth (1885). History of The University of Michigan. Ann Arbor: Register Publishing House.
- Fleming, Robben W. (1996). Tempests into Rainbows: Managing Turbulence. Ann Arbor: The University of Michigan Press. ISBN 0-472-10674-0.
- Holtzer (editor), Susan. (1990). Special to the Daily: The 1st 100 Years of Editorial Freedom at the Michigan Daily. Caddo Gap Press. ISBN 0-9625945-2-0.
- Peckham, Howard H. (1994). The Making of The University of Michigan 1817–1992. Ann Arbor: The University of Michigan Press. ISBN 0-472-06594-7.
- Slosson, Edwin E. (1910). „Great American Universities”. Macmillan: 182—209.

## Spoljašnje veze
- Zvanični veb-sajt
- Univerzitet Mičigena na veb-sajtu  (језик: енглески)
- Текстови на Викизворнику:
  - Shaw, W. B. (1922). „Michigan, University of”. Encyclopædia Britannica (12 изд.).
  - „Michigan, University of”. Collier's New Encyclopedia. 1921.
  - „Michigan, University of”.  (на језику: енглески) (11 изд.). 1911.
  - „Michigan, University of”. New International Encyclopedia. 1905.
  - „Michigan, University of”. The American Cyclopædia. 1879.